# La Gouesnière
La Gouesnière (en bretó Gouenaer) és un municipi francès, situat a la regió de Bretanya, al departament d'Ille i Vilaine. L'any 2006 tenia 1.583 habitants.

## Demografia
| 1962                                       | 1968 | 1975 | 1982 | 1990 | 1999  |
| ------------------------------------------ | ---- | ---- | ---- | ---- | ----- |
| 660                                        | 669  | 799  | 809  | 942  | 1.068 |
| Des de 1962: població sense dobles comptes |      |      |      |      |       |

## Administració
| Període | Identitat  | Partit |
| ------- | ---------- | ------ |
| 2001-   | Joël Hamel |        |